# Music Bank (музичне шоу)
Music Bank (кор. 뮤직뱅크, Myujikbaengkeu) — південнокорейська музична програма, яка виходить щоп'ятниці о 17:15 KST на KBS2. Шоу також транслюється в більш ніж ста країнах через KBS World. Зйомки епізодів відбуваються у відкритому залі KBS New Wing у Йоийдо-дон, Йондинпо-гу.

## Історія
До Music Bank, програма Top 10 Songs (кор. 가요톱10) дебютувала в 1981 році в прямому ефірі о 18:30 (KST) по п'ятницях і виходили в ефір до 1998 року. Протягом перших кількох місяців 1998 року шоу Bravo New Generation зайняло її місце, але через низькі рейтинги його швидко замінив Music Bank 18 червня 1998 року. Формат чартів, який використовувався з Top 10 Songs, був залишений наприкінці 2001 року через суперечки та змінений на формат запиту.
У 2005 році шоу було перенесено на неділю вдень о 12:45 (KST) і стало транслюватися в записі. Через падіння рейтингів у вересні 2007 року шоу повернулося до початкового часового проміжку п'ятничного вечора о 18:30 (KST) і повернулося до формату прямого етеру.
У червні 2008 року шоу було подовжено до 70 хвилин, транслюючись з 18:30 (KST) до 19:40 (KST), що робить його найдовшою музичною програмою в ефірі. У листопаді 2008 року в рамках осінніх змін формату шоу почалося в ефірі з 18:40 (KST) до 20:00 (KST) тривалістю 80 хвилин. У травні 2010 року в рамках весняних змін формату шоу почали транслювати з 17:50 (КST) до 19:10 (KST) тривалістю 80 хвилин.
27 серпня 2010 року Music Bank почав транслюватися в прямому ефірі в 54 країнах світу через KBS World. З'явилися нові інтерактивні функції для міжнародних глядачів через Twitter.
11 листопада 2011 року, в рамках осінніх змін формату, шоу почало транслюватися тривалістю 105 хвилин з 18:10 (KST) до 19:55 (KST) після KBS News 6.
У серпні 2012 року азіатсько-американська кабельна мережа Myx TV почала транслювати першу англійську дубльовану версію Music Bank.
З 25 жовтня 2013 року шоу почало транслюватися протягом 80 хвилин з 18:30 (KST) до 19:50 (KST) після KBS Global 24, яке було перенесено з KBS1 з 21 жовтня 2013 року.
З 10 лютого 2023 року його ведуть Лі Че Мін і Хон Инче з Le Sserafim. Серед минулих ведучих — Сон Хє Кьо, Рейн, Джі Сон, Сон Чжун Кі, Пак Со Джун, Юн Бора, Айрін, Пак Бо Гом, Чой Бо Мін, Сін Є Ин, Чхве Су Бін, Арін, Пак Сон Хун і Чан Вон Йон.

## К-Chart
K-Chart — це чарт зворотного відліку Music Bank. Чарт обчислюється шляхом об'єднання чартів цифрової музики (60 %), продажів альбомів (5 %), кількості трансляцій на KBS (20 %), голосування шанувальників K-POP (додаток Mubeat) (10 %) і чарти соціальних мереж (5 %). Ці чарти відстежуються з понеділка по неділю, і 50 найкращих пісень тижня представлені в шоу, де 50–21 найкраща пісня відображається в області окремо, а 20–3 найкращі пісні представлені ведучими. На початку шоу ведучі демонструють дві найкращі пісні та оголошують, хто стане переможцем тижня. Пісня під номером 1 у чарті стає переможцем тижневого чарту та отримує нагороду.
Протягом останнього тижня червня найпопулярніша пісня першого півріччя отримує нагороду Music Bank First Half 1st . Протягом останнього тижня грудня нагорода Music Bank 1st Place (або Music Bank MVP у 2008 році) присуджується найпопулярнішій пісні року.
До комбінованого K-Chart використовувалися чарти на основі категорій. З вересня по грудень 2007 року щотижня відображалася різна категорія (чарти цифрової музики, чарти караоке, чарти вибору глядачів, чарти продажів альбомів). Технічно кожна категорія буде представлена лише раз на місяць. Це було схоже на K-Chart, за винятком того, що результати кожного тижня могли базуватися лише на певній діаграмі, а не на всіх діаграмах разом. З січня 2008 року по квітень 2009 року використовувалися два чарти. Щотижня використовувалися чарти цифрової музики та чарти продажів альбомів, а наприкінці місяця були об'єднані чарти (чарти продажів альбомів (20 %) + чарти цифрової музики (50 %) + чарти вибору глядачів (30 %)). У травні 2009 року це було скасовано для комбінованих чартів, які показуються щотижня. Зверніть увагу, що система рейтингу Music Bank відрізняється від інших телевізійних музичних K-Popшоу тим, що виконавець може виграти необмежену кількість разів за ту саму пісню (інші шоу зазвичай видаляють її з чартів після трьох перемог, для Music Core це після п'яти перемог або двох місяців після випуску). У той час як інші музичні шоу мають максимальну кількість балів 10 000 або 11 000, максимальний бал Music Bank становить 200 000, тобто категорія цифрових чартів має 120 000 балів як повний бал, 40 000 від трансляції, 20 000 від голосування шанувальників (Mubeat App), 10 000 від продажу альбомів і, нарешті, 10 000 від соціальних мереж. Нові критерії для набули чинності в епізоді 6 січня 2023 року, де відсоток цифрового музичного чарту зменшився з 65 % до 60 %, продажі альбомів тепер будуть отримані від Gaon замість попереднього чарту Hanteo, KBS Broadcast Plays тепер додав свій цифровий канал до агрегаційної оцінки разом зі своїми теле- та радіоканалами, а чарти соціальних медіа складатимуться з даних YouTube і TikTok, зібраних із чартів Gaon.

## Ведучі
| Дата                               | Ведучі                                                  |
| ---------------------------------- | ------------------------------------------------------- |
| 1998                               | Ryu Si-won, Kim Ji-ho                                   |
| 1999                               | Ryu Si-won, Hwang Yu-sun                                |
| 1999                               | Kim Seung-hyun, Hwang Yu-sun                            |
| 1999                               | Joo Young-hoon, Hwang Yu-sun                            |
| 2000                               | Joo Young-hoon, Kim Gyu-ri                              |
| 2000                               | Lee Hwi-jae, Сон Хє Кьо                                 |
| 2000                               | Lee Hwi-jae, Лі На Йон                                  |
| 2001                               | Lee Hwi-jae, Kim Bo-kyung                               |
| 8 листопада 2001 — 18 квітня 2002  | Lee Hwi-jae, Kim Gyu-ri                                 |
| 25 квітня — 24 жовтня 2002         | Lee Hwi-jae, Кім Мін Чон                                |
| 31 жовтня 2002 — 30 січня 2003     | Rain, Shoo                                              |
| 6 лютого — 19 червня 2003          | Jun Jin, Shoo                                           |
| 26 червня 2003 — 11 червня 2004    | Choi Jung-won, Park Jung-ah                             |
| 18 червня — 5 листопада 2004       | Ji Sung, Пак Ин Хє                                      |
| 12 листопада 2004 — 29 квітня 2005 | Нам Кун Мін, So Yi-hyun                                 |
| 8 травня — 30 жовтня 2005          | Ji Hyun-woo, Kim Bo-min                                 |
| 6 листопада 2005 — 12 березня 2006 | Kang Kyung-joon, Park Kyung-lim                         |
| 26 березня — 19 листопада 2006     | Kang Kyung-joon, Jang Hee-jin                           |
| 26 листопада 2006 — 1 квітня 2007  | Haha, Lee So-yeon                                       |
| 8 квітня 2007 — 1 лютого 2008      | Haha, Lee Hyun-ji                                       |
| 15 лютого — 16 травня 2008         | Tablo, Kim Sung-eun                                     |
| 23 травня — 8 серпня 2008          | Tablo, Min Seo-hyun                                     |
| 29 серпня 2008 — 9 січня 2009      | Yoo Se-yoon, Seo In-young                               |
| 16 січня — 31 липня 2009           | Yoo Se-yoon, Park Eun-young                             |
| 7 серпня 2009 — 19 листопада 2010  | Сон Чжун Кі, Seo Hyo-rim                                |
| 3 грудня 2010 — 21 жовтня 2011     | Hyun Woo, Kim Min-ji                                    |
| 28 жовтня 2011 — 11 листопада 2011 | Hyun Woo, Юї                                            |
| 18 листопада 2011                  | Tim, Sohee, Sunye                                       |
| 25 листопада 2011                  | Shindong, Sohee, Sunye                                  |
| 2 грудня 2011                      | Мінхо, Сохі, Юбін                                       |
| 9 грудня 2011                      | Мінхо, Сохі, Син Є                                      |
| 16 грудня 2011                     | Shindong, Sohee, Yubin                                  |
| 23 грудня 2011                     | Jung Yong-hwa, Чхве Сі Вон, Yoon Doo-joon, Jun Hyun-moo |
| 6 січня 2012 — 29 березня 2013     | Lee Jang-woo, Uee                                       |
| 5 квітня 2013                      | Lee Jang-woo, Kang Min-kyung                            |
| 12 квітня 2013 — 4 жовтня 2013     | Jeong Jinwoon, Пак Се Йон                               |
| 6 вересня 2013                     | Jo Kwon, Park Se-young                                  |
| 11 жовтня 2013                     | Seulong, Park Se-young                                  |
| 18 жовтня 2013 року                | Jo Kwon                                                 |
| 25 жовтня 2013 — 24 квітня 2015    | Park Seo-joon, Yoon Bora                                |
| 1 травня 2015 — 24 червня 2016     | Пак Бо Гом, Айрін                                       |
| 4 грудня 2015                      | Park Bo-gum, V, Хімчан                                  |
| 1 липня 2016 — 4 листопада 2016    | Kang Min-hyuk, Solbin                                   |
| 15 липня 2016                      | Kang Min-hyuk, Solbin, Son Dong-woon                    |
| 11 листопада 2016 — 11 травня 2018 | Lee Seo-won, Solbin                                     |
| 18 травня 2018                     | Solbin, N                                               |
| 25 травня 2018                     | Solbin, Son Dong-woon                                   |
| 1 червня 2018                      | Solbin, Темін                                           |
| 8 червня 2018                      | Solbin, Джін                                            |
| 15 червня 2018 — 28 червня 2019    | Kei, Choi Won-myeong                                    |
| 5 липня 2019 — 17 липня 2020       | Сін Є Ин, Чхве Бо Мін                                   |
| 24 липня 2020 — 1 жовтня 2021      | Айрін, Субін                                            |
| 8 жовтня 2021 — 2 вересня 2022     | Чан Вон Йон, Пак Сон Хун                                |
| 8 жовтня 2021 — 2 вересня 2022     | Чан Вон Йон, Пак Сон Хун, Хюнін Кай                     |
| 4 лютого 2022                      | Чан Вон Йон, Ян Чон Вон                                 |
| 5 серпня 2022                      | Пак Сон Хун, Пак Чі Ху                                  |
| 16 вересня 2022                    | Чан Вон Йон, Лі Джу Йон                                 |
| 23 вересня 2022                    | Чан Вон Йон, Лі Йон Джі                                 |
| 30 вересня 2022 — 13 січня 2023    | Чан Вон Йон, Лі Чже Мін                                 |
| 14 жовтня 2022                     | Кан Силь Гі, Лі Чже Мін                                 |
| 2 грудня 2022                      | Сін Юна, Лі Чже Мін                                     |
| 6 січня 2023                       | Хевон, Лі Чже Мін                                       |
| 20 січня 2023 — 27 січня 2023      | Мінджі, Лі Чже Мін                                      |
| 3 лютого 2023                      | Мімі, Лі Чже Мін                                        |
| 10 лютого 2023 — дотепер           | Хон Ин Че, Лі Чже Мін                                   |

## Подібні програми
- SBS Inkigayo
- MBC Show! Music Core
- Mnet M Countdown
- Arirang TV Pops in Seoul
- Arirang TV Simply K-Pop (попередні назви — The M-Wave та Wave K)
- JTBC Music on Top
- JTBC Music Universe K-909
- MBC M Show Champion
- SBS M The Show

## Нотатки
- Список переможців з 2013 року (кор.). KBS. Процитовано 2 січня 2017.